# Донкур ле Лонгијон
Донкур ле Лонгијон (фр. Doncourt-lès-Longuyon) насеље је и општина у североисточној Француској у региону Лорена, у департману Мерт и Мозел која припада префектури Брије.
По подацима из 2011. године у општини је живело 295 становника, а густина насељености је износила 52,49 становника/km². Општина се простире на површини од 5,62 km². Налази се на средњој надморској висини од 300 метара (максималној 366 m, а минималној 265 m).

## Демографија
| 1962. | 1968. | 1975. | 1982. | 1990. | 1999. | 2011. |
| ----- | ----- | ----- | ----- | ----- | ----- | ----- |
| 232   | 325   | 339   | 302   | 241   | 239   | 295   |

График промене броја становника у току последњих година